# Eindige meetkunde
Een eindige meetkunde is een meetkundig systeem dat slechts een eindig aantal punten kent. De euclidische meetkunde is bijvoorbeeld niet eindig, aangezien een euclidische lijn oneindig veel punten bevat, in feite precies hetzelfde aantal punten als er reële getallen zijn. Een eindige meetkunde heeft een (eindig) aantal dimensies.
Een eindige meetkunde kan worden gedefinieerd door gebruik te maken van de lineaire algebra, als vectorruimten en daaraan verwante structuren over een lichaam/veld (de zogenaamde galois-meetkunde), of kunnen louter combinatorisch worden gedefinieerd. Veel, maar niet alle, soorten eindige meetkunde zijn een galois-meetkunde - bijvoorbeeld enige eindige projectieve ruimte van dimensie drie of hoger is isomorf met een projectieve ruimte over een eindig lichaam/veld (de projectieve uitbreiding van een vectorruimte over een eindig lichaam/veld), zodat er in dit geval geen onderscheid is, maar in dimensie twee bestaan er combinatorisch gedefinieerde projectieve ruimten die niet isomorf zijn met  projectieve ruimten over eindige lichamen/velden, namelijk de niet-desarguesiaanse vlakken, zodat er in dat geval wel een onderscheid bestaat.